# François de Harlay de Champvallon (1586-1653)
François de Harlay de Champvallon (Parigi, 1586 – Gaillon, 22 marzo 1653) è stato un arcivescovo cattolico, teologo e scrittore francese.
È stato uno dei più accesi promotori della Controriforma.

## Biografia
È nato da Caterina de La Marck (1548-1630), signora di Bréval, e da Jacques de Harlay (1547-1630)), signore di Champvallon, "il più famoso amante della regina Margherita di Valois". Si è formato presso Collège de Navarre di Parigi. Ha diciassette anni quando, nel 1603, è diventato abate di San Vittore a Parigi. Nel 1610 si è laureato alla Sorbona discutendo la tesi sulla Somma Teologica di Tommaso d'Aquino. Il 29 giugno 1611 ha ricevuto l'ordinazione sacerdotale. Nel 1613 il cardinale François de Joyeuse, arcivescovo di Rouen, lo ha scelto per essere il suo coadiutore. È stato consacrato dallo stesso cardinale il 2 marzo 1614 nella chiesa dei Cappuccini di Saint-Honoré a Parigi. Gli è succeduto sulla cattedra di Rouen il 23 agosto 1615.
Valente oratore e scrittore, si è dedicato alla realizzazione molte opere, tant'è che ha dotato la residenza estiva degli arcivescovi di Rouen, il castello di Gaillon, di una macchina da stampa.
Nel 1625 ha affrontato Urbano VIII con la sua Apologia pro Evangelii catholicis. Si narra che il Santo Padre abbia aperto il libro dicendo Fiat lux ("Sia fatta la luce", della conoscenza), per poi chiudendolo dopo poco e dicendo sospirando Et non facta ("E non è stata fatta").
Nel 1629, nella sua Historia ecclesiastica, ha sfidato la storia ufficiale dei papi, affermando di considerarli solo dei semplici vescovi, suscitando così inevitabilmente l'ira dell'ultramontano cardinale François de La Rochefoucauld.
Nel 1624 è stato uno dei promotori dell'Académie de Saint-Augustin De doctrina christiana, sebbene il Parlamento di Parigi ne abbia presto ordinato la chiusura.
Nel 1629 ha nominato Jean-Pierre Camus, abate di Aunay-sur-Odon e vescovo emerito di Belley, vicario generale della sua arcidiocesi.
Nel 1630 ha fondato l'Académie victorine per istruire i giovani chierici alla predicazione.
Nel 1633 ha donato alla biblioteca di Gaillon circa 1300 volumi.
Dal 1644 al 1648 e' Abate di Jumièges.
Nei suoi ultimi anni di vita, è entrato molto in contatto con la sua governante. Nel 1651, dopo un episcopato di quasi quarant'anni, ha abdicato in favore del nipote Francesco III de Harlay. È morto due anni dopo, nel castello di Gaillon, il 22 marzo 1653. Sepolto inizialmente nella cattedrale di Rouen, le sue spoglie sono scomparse nel 1793.

## Genealogia episcopale e successione apostolica
La genealogia episcopale è:
- Cardinale François de Joyeuse
- Arcivescovo François de Harlay de Champvallon

La successione apostolica è:
- Vescovo Nicolas Bourgoing (1623)
- Vescovo Aimeric de Bragelone (1624)
- Vescovo François de Loménie, O.P. (1624)
- Vescovo Simon Le Gras (1624)
- Vescovo Jean de Plantavit de la Pause (1625)
- Arcivescovo Louis de Bretel (1632)

## Opere
- Apologia Evangelii pro catholicis, 1625.
- Ecclesiastica Historia, Lib. Primus, Paris, Le Blanc, 1629. Seul le livre premier est paru[6].
- Solatium musarum ad academicos, Rothomagensis pastoris Gallio, Egloga. Sive pastoralis Descriptio insignis archiepiscopalis castelli Gallionis, août 1632[6].
- Advis curieux sur les communications de Du Moulin et de Balzac, Paris, Gervais Alliot, 1633.
- Acte parfaict hiérarchique auquel par un concours de la puissance papale avec l'archiepiscopale les droicts des privilégiez sont conservez et bornez en présence d'un légat, Gaillon, imprimerie archiépiscopale, 1644[12].
- De rebus ecclesiæ earumque regimine ac origine, per axiomata politica, regulasque ecclesiasticas exquisitissima historia, Paris, Vitré, 1645.
- La Manière de bien entendre la messe de paroisse, par feu Mgr. de Harlay, archevesque de Rouen, pour servir d'instruction à ses diocésains, rééd. Paris, Muguet, 1685[6].